# Palladion

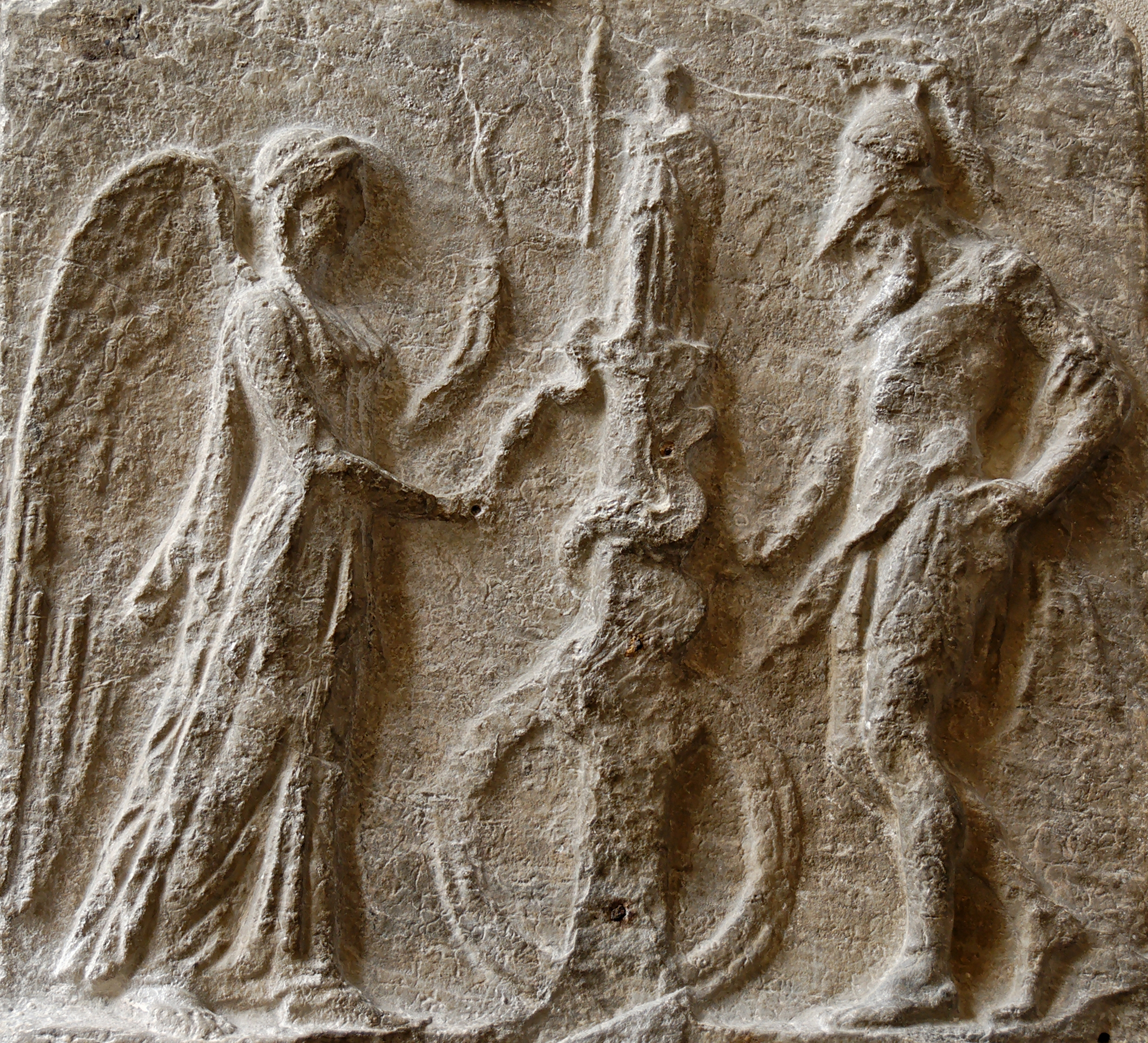
Das Palladion auf einer Säule, um die sich eine Schlange windet. Links Nike, rechts ein Krieger. Römisches Marmorrelief aus dem 1. Jahrhundert, Kopie nach einem hellenistischen Original.

Das Palladion (altgriechisch Παλλάδιον Palládion, lateinisch Palladium) ist der griechischen Mythologie zufolge ein altes Schnitzbild der Städteschirmerin Athene, das auf der Burg von Troja als Unterpfand der öffentlichen Wohlfahrt aufbewahrt wurde. Es sei drei Ellen hoch gewesen und habe die stehende Athene mit eng aneinander geschlossenen Füßen, in der Rechten den gezückten Speer, in der Linken Spindel und Rocken oder einen Schild tragend gezeigt. Zeus soll es dem Ilos bei der Gründung Trojas als günstiges Zeichen vom Himmel zugeworfen haben.
Nach anderer Mitteilung war es ein Weihgeschenk der Elektra. Da Troja nicht habe erobert werden können, solange es im Besitz des Palladions war, hätten Odysseus und Diomedes das Bild geraubt und es dem Demophon   in Verwahrung gegeben, der es nach Athen gebracht habe.
Auch Argos rühmte sich, das Palladion zu besitzen.
Nach einer anderen Sage gab es zwei Palladien in Troja, die Chryse dem Dardanos als Mitgift zugebracht haben soll; das eine soll Odysseus geraubt haben, während das andere Aeneas als Unterpfand für einen neuen Staat nach Italien mitgenommen habe, wodurch Rom ebenfalls in Besitz eines Palladions gekommen sei. Es sei hier im Tempel der Vesta bewahrt und vor allen profanen Blicken aufs Strengste gehütet worden.
Angeblich ließ Kaiser Konstantin der Große um 330 das Palladion nach Konstantinopel bringen und in einem Hohlraum unterhalb der Konstantinssäule verbergen.
Im übertragenen Sinn heißt „Palladion“ oder „Palladium“ jede heilig gehaltene Sache, die etwas schützt, und auf deren Erhaltung es sehr ankommt.